# مرض الرئة السنخي
أَمْرَاضُ الأَسْناخ الرِئَوِيَّة (بالإنجليزية: Alveolar lung disease)‏ هي مجموعة من الأمراض التي تُصيب بشكل رئيسي أَسْناخ الرئتين.
الحويصلات الهوائية هي الوحدات الوظيفية للرئتين. يمكن تصنيفها من ضمن أمراض الرئة السنخية على أنها عمليات تؤثر على هذه الوحدات وتؤدي في النهاية إلى مشاكل في التهوية. هناك عدد من الأسباب المختلفة لإهانة الحويصلات الهوائية بما في ذلك تراكم السوائل والنزيف والعدوى والأورام الخبيثة وتراكم رواسب البروتين والمعادن.
تحتوي لحالات المصنفة ضمن أمراض الرئة السنخية الوذمة الرئوية (قلبية أو غير قلبية)، والالتهاب الرئوي (جرثومي أو فيروسي)، وسرطان القصبات الهوائية، والنزيف الرئوي، والبروتينات السنخية، والداء النشواني، والتحصي المجهري السنخي.
يمكن تقسيم مرض الرئة السنخي إلى حاد أو مزمن. ومن ابرز أسباب مرض الرئة السنخي الحاد الوذمة الرئوية (قلبية أو عصبية)، والالتهاب الرئوي (جرثومي أو فيروسي)، والذئبة الحمامية الجهازية، والنزيف في الرئتين (على سبيل المثال، متلازمة Goodpasture)، وداء الدم الرئوي مجهول السبب، والورم الحبيبي مع التهاب الأوعية.